# 水谷正村
水谷 正村（みずのや まさむら）は、戦国時代から安土桃山時代にかけての武将。「結城系図」では政村。結城氏の家臣。蟠龍斎（はんりゅうさい）の名でも知られている。「結城四天王」の一人。常陸国下館城及び久下田城主。兵部大輔。

## 略歴
水谷氏は結城氏と同じく藤原北家秀郷流の後裔と伝わる。
大永4年（1524年）、結城氏の家臣であった水谷治持の嫡男として誕生した。
結城氏の麾下として下館城主であり、主君・政勝の娘婿となり武勇に優れたことから「結城四天王」に数えられた。また、北に領地を接する下野宇都宮氏との間に幾多の戦いを繰り広げた。最前線である下野国との国境に久下田城を築き、自らが城主となっていくつもの戦功を挙げた。久下田城下では、真岡近郷で有名であった木綿織を奨励し、勤行川の舟運による真岡木綿の物流網の開拓など、後の下野久下田及び常陸下館の発展の基礎を築いた。
天文13年（1544年）、宇都宮氏の中村城を攻撃し、城主の中村玄角を討ち取り落城させている。同14年（1545年）1月28日、政勝の娘が正村に嫁いだ。
永禄9年（1566年）3月10日には禁裏御料所回復の功により山科言継の推挙で従五位下伊勢守に叙任された。永禄12年（1569年）に弟・勝俊に家督を譲った後は出家して蟠龍斎と名乗った。その頃、後北条氏が武蔵国を足掛かりに下総国北部まで侵攻してきたが、当時の結城氏当主結城晴朝は後北条氏と結んでいた。天正2年（1574年）11月頃、蟠龍斎は後北条氏と同盟関係にあった武田勝頼の元に派遣されているが、折しも後北条氏と佐竹氏の間で関宿合戦の和睦交渉が行われている最中であり、和睦を巡る情報収集や意見交換が目的であったとみられている。
関宿合戦終結後、結城氏と後北条氏の関係は悪化していき、蟠龍斎は後北条氏と対抗するために結城氏と佐竹氏や徳川氏、那須氏との連携を図った。天正13年（1585年）の下野田野城攻略では、落城間際に宇都宮家臣笠間氏から派遣された城主の羽石時政が最後の突撃を仕掛けた時、蟠龍斎と羽石の間で一騎討ちとなり、蟠龍斎がこれを討ち取ったと伝えられている。
天正14年（1586年）4月、正村は宇都宮国綱の家臣今泉泰光の上三川城へ攻め込み、国綱、芳賀高氏、長山通兄、中村時長軍と対峙したが敗退した。結城晴朝は中村領の一部を宇都宮領とする条件で和睦を申し出た。7月には病気であった結城晴朝の名代として、佐竹義重・宇都宮国綱による壬生氏討伐に参加している。
豊臣秀吉の小田原征伐後は、豊臣政権により結城氏から独立した大名とされ、後の下館藩の基礎を築いた。
慶長3年（1598年）、死去した。
『関八州古戦録』巻三の記述では、左眼が重瞳（眼球に2つ瞳孔がある症例）であり、「金骨の相」の持ち主として記されている。